# Frank Sadilek

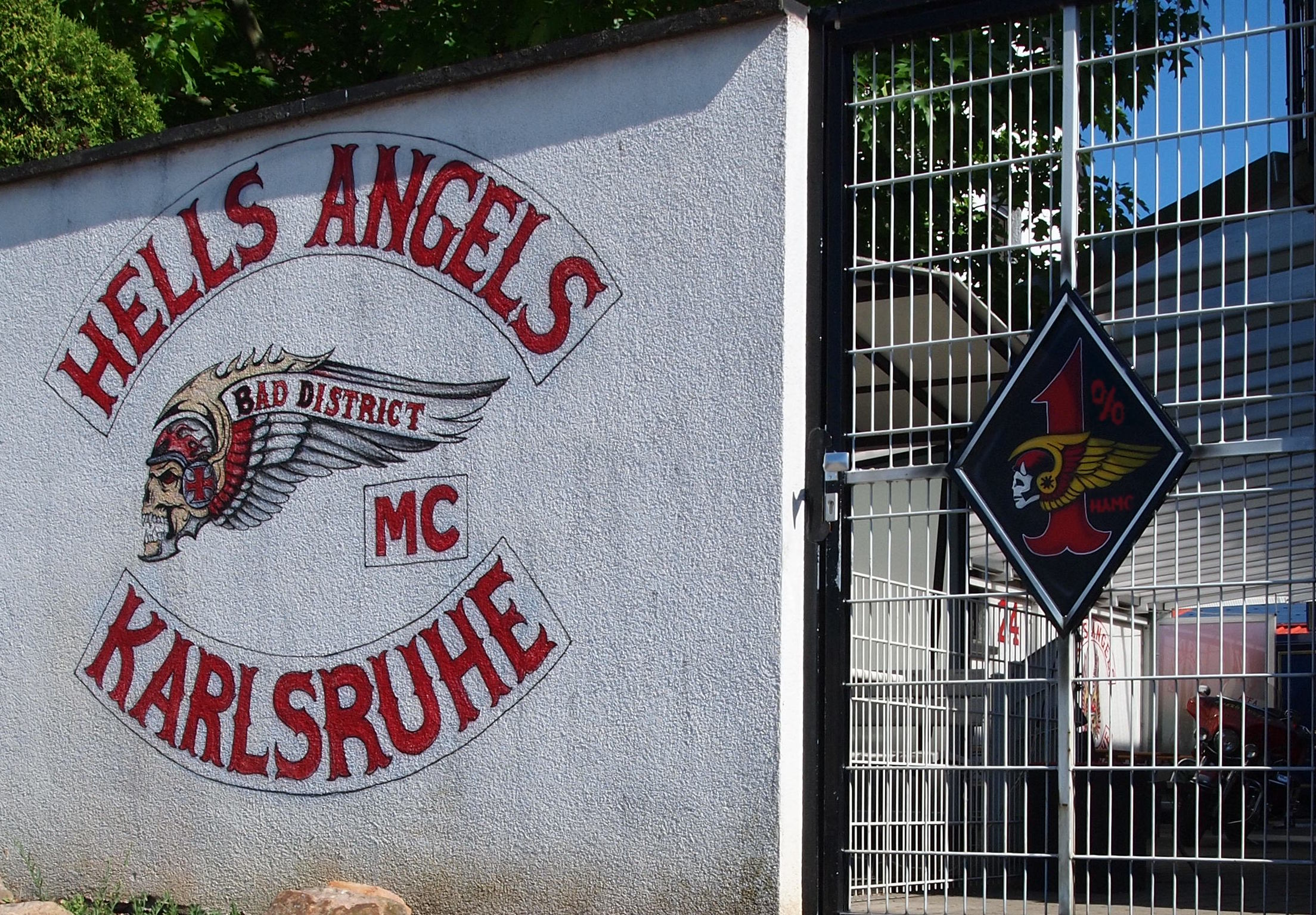
Sadilkem vytvořené logo Hells Angels

Frank Charles Sadilek Jr. (15. ledna 1934 Kalifornie – 6. ledna 1971 Hilo Bay, Havaj) byl americký motorkář, jeden z původních zakladatelů motorkářského klubu Hells Angels v San Franciscu a později první prezident tohoto klubu, tzv. Hells Angels Frisco. Je mu přisuzováno autorství ikonického loga Hells Angels v počátcích existence klubu.

## Život

### Mládí
Narodil se v Kalifornii Franku Charlesu Sadilkovi a matce F. Lucille Sadilek-Eroh, rozené Woolman. Jeho otec pocházel z Illinois a byl částečně českého původu, čemuž odpovídá také rodné příjmení, v češtině Sadílek. V roce 1940 se rodina uvádí bydlištěm v Sacramentu. S jízdou na motorce začal velice brzy, již v sedmnácti letech je vyfocen s vlastní motorkou. Ze začátku jezdil údajně na motorce Triumph, na konci padesátých let přesedlal na Harley Sportster. Byl grafikem a fotografem na plný úvazek.

### Hells Angels
V roce 1953 se stal členem motorkářského klubu Hells Angels San Francisco, jako jeden ze třinácti zakládajících členů, kterému díky své kreativní profesi navrhl pro klub logo s okřídlenou lebkou, které se posléze stalo ikonickým. Tento klub vznikl v roce 1948 a původně sídlil ve městě Fontana, California, poblíž San Bernardina. Později začali vznikat kluby po celé Americe, za nejvýznamnější je považován klub v San Franciscu, Los Angeles a Oaklandu.[zdroj⁠?!]
Během padesátých let se jízda na motorce stala v Americe velice populární,[zdroj⁠?!] její popularitě pomohl mj. film Divoch s Marlonem Brandem z roku 1953, ve kterém je motorkář znázorněn jako mytický hrdina z podsvětí. Tento film ho nadchl natolik, že se den poté, co jej viděl, vydal do Los Angeles a koupil si repliku trika, které nosí jedna z postav motorkářů, ztvárněná hercem Lee Marvinem. Údajně ho nosil skoro každý den, až do jeho roztrhání, mj. také provokativně při jednáních s policií. V letech, která se dají považovat za období největšího rozkvětu motorkářství v Americe, se Frank jako jednadvacetiletý stal v roce 1955 prezidentem sanfranciských Hells Angels, tehdy o počtu třinácti členů. Během svých aktivních let se snažil hájit pověst Hells Angels, mj. prostřednictvím článků v tisku.
Po letech strávených jako prezident a člen klubu se se svou rodinou v roce 1961 přestěhoval do Hilo Bay na Havaji, kde se mj. živil jako topič v elektrárně společnosti Hilo Electric Light Co.

### Úmrtí
Frank Charles Sadilek Jr. zemřel 6. ledna 1971 v Hilo Bay na Havaji. Příčinou úmrtí bylo utonutí. Franka přežila jeho matka Lucille Sadilek Eroh, jeho manželka Leila, jeho děti a jedno vnouče.

### Rodinný život
S jeho manželkou Leilou Louise Sadilek, která jako jedna z prvních členek působila v Hells Angels jako sekretářka, měli syna Williama L. Sadilek a dvě dcery, Lindu a Leslie. Ve 34 letech se stal dědečkem, v roce 1969 se mu narodilo vnouče.